# Kurara: The Dazzling Life of Hokusai's Daughter
Kurara: The Dazzling Life of Hokusai's Daughter (em japonês: 眩（くらら）～北斎の娘～ ) é um telefilme japonês de 2017 dirigido por Takao Kato e estrelado por Aoi Miyazaki. O filme dramatiza a história de vida de Katsushika Oei, filha do renomado pintor japonês Katsushika Hokusai (1760-1849).
Foi lançado em blu-ray em 27 de julho de 2018, pela NHK Enterprises.

## Elenco
- Miyazaki Aoi ... Oei/ Katsushika Oui
- Ryuhei Matsuda ... Zenjiro Ikeda
- Hiroki Miyake ... Yasuke
- Masahiko Nishimura ... Nishimuraya Yohachi
- Hideki Noda ... Takizawa Bakin
- Kimiko Yo ... Coelhinho (Koto)
- Kyozo Nagatsuka ... Katsushika Hokusai

## Prêmios e indicações
| Ano  | Prêmio                         | Categoria                      | Indicação                                       | Resutado |
| ---- | ------------------------------ | ------------------------------ | ----------------------------------------------- | -------- |
| 2018 | 46th International Emmy Awards | Melhor Telefilme ou Minissérie | Kurara: The Dazzling Life of Hokusai's Daughter | Indicado |